# Jurij Senkevič
Jurij Aleksandrovič Senkevič (rusko Юрий Александрович Сенкевич), sovjetski (ruski) novinar, raziskovalec, zdravnik in znanstvenik, * 4. marec 1937, Čoibalsan, Mongolija, † 23. september 2003, Moskva.
Senkevič je bil rojen poljskim staršem v Mongoliji. Leta 1960 je končal sovjetsko vojaško akademijo v Leningradu. Po končani akademiji je dobil delo vojaškega zdravnika. Leta 1962 je dobil delo v moskovskem Inštitutu za letalstvo in kozmično medicino. ki je deloval v sklopu Ministrstvu za obrambo Sovjetske zveze. Kasneje je kariero nadaljeval na Ministrstvu za javno zdravje, kjer je delal v Inštitutu za medicinske in biološke probleme. Med letoma 1966 in 1967 je bil član 12. sovjetske odprave na Antarktiko, ki je delovala v Vostoku.
Leta 1969 ga je Thor Heyerdahl povabil k sodelovanju v Ekspediciji Ra. Kasneje je sodeloval tudi v Heyerdahlovih ekspedicijah Ra II in Tigris.
Leta 1973 je  Senkevič prevzel vodenje televizijske oddaje Potovalni klub (Клуб путешественников) na Sovjetski centralni televiziji. Za življenjsko delo na področju televizije je leta 1997 prejel nagrado TEFI, ki jo podeljuje Ruska akademija za televizijo.
Pokopan je na moskovskem pokopališču Novodeviči.